# Zapotiltic
Zapotiltic là một đô thị thuộc bang Jalisco, México. Năm 2005, dân số của đô thị này là 27290 người.